# Manomorta
In diritto, la manomorta è il patrimonio immobiliare degli enti, civili o ecclesiastici, la cui esistenza è perpetua. Tali beni, solitamente fondiari, erano inalienabili (cioè non trasmissibili ad altri), secondo un istituto giuridico di origine longobarda. Essi, perciò, riducevano la capacità impositiva dello Stato, perché non davano luogo né al pagamento di imposte sulla vendita né ad imposte di successione. Il termine giuridico trae origine dal francese antico main morte, ad indicare una forma di possesso rigida come quella della mano di un morto, che non lascia più la presa perché contratta dalla rigidità cadaverica.

## Descrizione
Nell'ambito della manomorta erano comunque previste vaste sacche di esenzione per masse fondiarie non assoggettate alle tasse di successione. Si ricomprendevano nell'intrasmissibilità a terzi anche i servi della gleba, considerati oggetto di un vero e proprio diritto dominicale di proprietà da parte del feudatario.
L'istituto giuridico in questione prevedeva inoltre il diritto del feudatario a succedere nell'eredità del vassallo morto senza eredi maschi per due motivi:
- in primo luogo per evitare che si potessero avere beni derelitti (ovvero privi di proprietario, abbandonati): gli stessi, una volta rientrati nel possesso del feudatario, potevano essere nuovamente da lui concessi in godimento ad un altro vassallo per lo sfruttamento;
- in secondo luogo perché altrimenti i beni in questione potevano diventare di proprietà di soggetti estranei (persone o enti) al feudatario, mettendo in serio rischio la sopravvivenza dello stesso feudo a causa del depauperamento del relativo patrimonio fondiario.

Tra i Longobardi, l'istituto prevedeva il divieto per vassalli e servi della gleba presenti all'interno del feudo di disporre liberamente dei propri beni a mezzo di testamento: da tale divieto si poteva essere esentati dietro pagamento di una tassa proporzionale al valore dei beni interessati da parte di chi si trovasse nel possesso dei beni stessi e fosse intenzionato ad alienarli a terzi; la tassa doveva essere pagata al dominus da cui il vassallo o contadino dipendeva.